# بات ماكليود
بات ماكليود هو لاعب هوكي الجليد كندي، ولد في 15 يونيو 1969 في ملفورت ‏ في كندا.

## وصلات خارجية
- بات ماكليود على موقع دوري الهوكي الوطني (الإنجليزية)
- بات ماكليود على موقع EliteProspects.com (الإنجليزية)
- بات ماكليود على موقع HockeyDB.com (الإنجليزية)
- بات ماكليود على موقع Hockey-Reference.com (الإنجليزية)